# Bracon infernalis
Bracon infernalis är en stekelart som beskrevs av Telenga 1936. Bracon infernalis ingår i släktet Bracon och familjen bracksteklar. Inga underarter finns listade.